# Разборца
Разборца (словен. Razborca) — поселення в общині Мислиня, Регіон Корошка, Словенія. Висота над рівнем моря: 803 м.